# زهرة الفصح
زهرةُ الفِصْح  (الاسم العلمي: Pulsatilla)، جنس نباتات عشبية معمرة مُزهرة من فصيلة الحوذانية. تضم حوالي 33 نوعًا، أعطانها في أمريكا الشمالية وأوروبا وآسيا. الاسم العلمي مشتق من الكلمة العبرية لعيد الفصح (پيسَح). تشتهر الزهرة بألوانها الزاهية وشكلها المميز الذي يشبه أجراسًا صغيرة مائلة.

## أصل التسمية
اسم  Pulsatilla (بولساتيلا) مشتق من الكلمة اللاتينية "pulsare"، التي تعني "يهتز" أو "يتحرك". يعود هذا الاسم إلى الشكل المميز للزهرة وحركتها مع الرياح، حيث تتأرجح بلطف على سيقانها الرقيقة.

## الموطن الأصلي والتوزيع الجغرافي
تنمو زهرة الفصح بشكل طبيعي في المناطق الباردة والمعتدلة من نصف الكرة الشمالي، بما في ذلك أوروبا وآسيا وأمريكا الشمالية. تُفضل هذه الزهرة البيئات المفتوحة ذات التربة الرملية أو الجافة مثل الأراضي العشبية والهضاب. انقرضت الزهرة في هولندا.
| القارة/المنطقة  | الدول والمناطق |
| --------------- | --- |
| آسيا            | أفغانستان، إيران، الصين (شمال-وسط، جنوب-وسط، جنوب شرق)، منغوليا، اليابان، كوريا، باكستان، كازاخستان، قيرغيزستان، طاجيكستان، أوزبكستان، تركيا، الهيمالايا الغربية. |
| أوروبا          | النمسا، ألمانيا، فرنسا، إيطاليا، إسبانيا، السويد، سويسرا، بلجيكا، المجر، بريطانيا، دول البلطيق، بولندا، روسيا (شمال-وسط، جنوب، شرق، غرب).                         |
| أمريكا الشمالية | ألاسكا، كندا (ألبرتا، مانيتوبا، ساسكاتشوان، أونتاريو)، الولايات المتحدة (كاليفورنيا، كولورادو، أوريغون، مونتانا، وايومنغ، يوتا، نيو مكسيكو).                      |
| مناطق أخرى      | القوقاز الشمالي، التبت، منغوليا الداخلية، القرم. |

## الأنواع
يندرج تحت تصنيف وهرة الفصح 46 نوعا أصيلا و11 هجينا وهي:
- 1. بَلساتيلا أجانينسيس وصفها لأول مرة ريجل وتيلينغ
- 2. بَلساتيلا ألبانا وصفها لأول مرة ستيفن، وأعاد تصنيفها بيرخت و بريسيل
- 3. بَلساتيلا ألبينا وصفها لأول مرة لينيوس، وأعاد تصنيفها شاز
- 4. بَلساتيلا أمبيغوا وصفها لأول مرة تورز، وأعاد تصنيفها زاميلس و بايجلي
- 5. بَلساتيلا أرمنيا وصفها لأول مرة بويش، وأعاد تصنيفها روبر
- 6. بَلساتيلا أوريا وصفها لأول مرة سومير و ليفيير، وأعاد تصنيفها جوز
- 7. بَلساتيلا × بولزانيينسيس وصفها لأول مرة مور
- 8. بَلساتيلا بونجيانا وصفها لأول مرة ماير
- 9. بَلساتيلا كامبانيللا وصفها لأول مرة ريجل و تيلينغ، وأعاد تصنيفها فيش وكريلوف
- 10. بَلساتيلا × سيلاكوفسكيانا وصفها لأول مرة دومين
- 11. بَلساتيلا سيرنوا وصفها لأول مرة ثونب، وأعاد تصنيفها شاز
- 12. بَلساتيلا صينية وصفها لأول مرة بونجي، وأعاد تصنيفها ريجل
- 13. بَلساتيلا داهوريكا وصفها لأول مرة فيش و دي سي، وأعاد تصنيفها سبريغ
- 14. بَلساتيلا × إميليانا وصفها لأول مرة وولف، وأعاد تصنيفها بوفر
- 15. بَلساتيلا × جايري وصفها لأول مرة سيمونك

- 16. بَلساتيلا جورجيا وصفها لأول مرة روبر
- 17. بَلساتيلا × جيرودي وصفها لأول مرة روي، وأعاد تصنيفها فورن
- 18. بَلساتيلا غرانديس وصفها لأول مرة ويندر
- 19. بَلساتيلا × هاكلي وصفها لأول مرة بول
- 20. بَلساتيلا هالييري وصفها لأول مرة ألي وأعاد تصنيفها ويلد
- 21. بَلساتيلا هيربا-سومني وصفها لأول مرة ستيبانوڤ
- 22. بَلساتيلا هولونينسيس وصفها لأول مرة تشاو، وأعاد تصنيفها تشاو وزهاو
- 23. بَلساتيلا إنتغريفلوليا وصفها لأول مرة ميابي و تاتيو، وأعاد تصنيفها تاتيو و أوهوي
- 24. بَلساتيلا × نابيي وصفها لأول مرة باليز
- 25. بَلساتيلا كوستيتشيفي وصفها لأول مرة كورش
- 26. بَلساتيلا ماغادانينسيس وصفها لأول مرة خوخروف و فوروش
- 27. بَلساتيلا ميليفوليا وصفها لأول مرة هيمسلي و ويلسون، وأعاد تصنيفها أولبرشت
- 28. بَلساتيلا × ميكستا وصفها لأول مرة هالاشي
- 29. بَلساتيلا مونتانا وصفها لأول مرة هوبي و ريتشبي

- 30. بَلساتيلا ملتسيبس وصفها لأول مرة غرين
- 31. بَلساتيلا نيپونيكا وصفها لأول مرة تاكيدا، وأعاد تصنيفها أوهوي
- 32. بَلساتيلا نيفاليس وصفها لأول مرة ناكاي
- 33. بَلساتيلا نوتاليانا وصفها لأول مرة ديكنسون، وأعاد تصنيفها بيرشت وج. بريسيل
- 34. بَلساتيلا أوكسيدنتاليس وصفها لأول مرة واتسون، وأعاد تصنيفها فراين
- 35. بَلساتيلا أورينتالي-سيبيريكا وصفها لأول مرة ستيبانوڤ
- 36. بَلساتيلا باتينس وصفها لأول مرة ميل
- 37. بَلساتيلا براتينسيس وصفها لأول مرة ميل
- 38. بَلساتيلا ريفيرداتوي وصفها لأول مرة بولوزهي وج. مالزيفا
- 39. بَلساتيلا روبرا وصفها لأول مرة لام، وأعاد تصنيفها دي لاربر
- 40. بَلساتيلا ساكها لينسيس وصفها لأول مرة هارا
- 41. بَلساتيلا ساكسا تيليس وصفها لأول مرة لو، وأعاد تصنيفها زو وكانغ
- 42. بَلساتيلا شيرفلي وصفها لأول مرة أوليب، وأعاد تصنيفها سكاليكي
- 43. بَلساتيلا سوكا تشيوي وصفها لأول مرة جوزيف
- 44. بَلساتيلا تاراوي وصفها لأول مرة ماكينو، وأعاد تصنيفها زاملز وبيغلي

- 45. بَلساتيلا تاتيووكي وصفها لأول مرة كودو
- 46. بَلساتيلا تينيولوبا وصفها لأول مرة تورتش
- 47. بَلساتيلا تونغكانغنسيس وصفها لأول مرة لي وتشانغ
- 48. بَلساتيلا توركزانينوفوي وصفها لأول مرة كريلوف وسيرجيف
- 49. بَلساتيلا يوسينسيس وصفها لأول مرة ستيبانوڤ
- 50. بَلساتيلا فيرنا ليس وصفها لأول مرة ميل
- 51. بَلساتيلا فيولاكا وصفها لأول مرة روبرو
- 52. بَلساتيلا فولغاريس وصفها لأول مرة ميل
- 53. بَلساتيلا واليشانيانا وصفها لأول مرة رويلي
- 54. بَلساتيلا × ويبيري وصفها لأول مرة ويدير، وأعاد تصنيفها جانش وهولوب
- 55. بَلساتيلا × ويلتشيكي وصفها لأول مرة وولف، وأعاد تصنيفها هيجي، وأعاد تصنيفها أيضًا فورين
- 56. بَلساتيلا × يانبيانينسيس وصفها لأول مرة لو
- 57. بَلساتيلا زييمرمانني وصفها لأول مرة سوتشو

## الوصف النباتي
زهرة الفصح هي نبات معمر يزدهر في أوائل الربيع، ويصل ارتفاعه إلى حوالي 15-30 سم. تتميز الزهرة بما يلي:
- الزهور: تأتي بألوان تتراوح بين البنفسجي الفاتح والأرجواني العميق، وأحيانًا الأبيض. كل زهرة تكون مفردة، كبيرة نسبيًا، وتظهر قبل اكتمال نمو الأوراق.
- الأوراق: خضراء اللون ومغطاة بشعيرات ناعمة، مما يمنحها مظهرًا مخمليًا.
- الجذور: تمتاز بجذورها العميقة التي تساعدها على مقاومة الجفاف والبرد.

## الاستخدامات التقليدية
إلى جانب جمالها الزخرفي، كان لزهرة الفصح تاريخ طويل من الاستخدام في المحال الطبي والتقليدي. يُعتقد أن مستخلصاتها الطبيعية تحتوي على خصائص مهدئة ومسكنة للألم، وقد استخدمت في الطب التقليدي لعلاج:
- التهابات الجهاز التنفسي.
- آلام العضلات والمفاصل.
- الأرق والقلق.

- مشاكل الجهاز التناسلي.
- الصداع التوتري والصداع النصفي.
- حالات النشاط المفرط والأرق.
- التهابات الجلد، الدمامل، وأمراض الجهاز التنفسي مثل الربو.
- مشاكل الأذن، الأعصاب، والجهازين الهضمي والبولي.

### تحذيرات
تجذر الإشارة إلى أنه من غير الآمن إطلاقًا تناول النبتة عن طريق الفم أو وضعها على الجلد خلال الحمل، حيث قد تسبب الإجهاض أو تشوهات. لا توجد معلومات كافية عن أمان النبات الجاف، لذلك يُنصح بتجنبه.

## الرمزية والمعاني الثقافية
ترتبط زهرة الفصح برمزية قوية في العديد من الثقافات، حيث تمثل:
- البعث والتجدد: بسبب توقيت إزهارها مع بداية الربيع.
- الجمال والنعومة: بفضل ألوانها وشكلها الرقيق.
- الإيمان والروحانية: في بعض الثقافات، تمثل الزهرة الأمل والارتباط بالعالم الروحي.

## زراعتها والعناية بها
يمكن زراعة زهرة الفصح في الحدائق، لكنها تحتاج إلى ظروف مناسبة لضمان نموها بشكل صحي:
1. التربة: جيدة التصريف ومعتدلة الخصوبة.
2. الضوء: مكان مشمس أو شبه مظلل.
3. الري: تحتاج إلى ري معتدل، مع تجنب الإفراط لتفادي تعفن الجذور.
4. الحماية: يجب حمايتها من الرياح القوية والصقيع الشديد.

## الملاحظات
1. ↑  يدل استخدام علامة × بين اسمي نوعين من النباتات في التسمية العلمية على أن النبات هو هجين بين النوعين المذكورين. بمعنى أنه يتم خلط الأنواع المختلفة من نفس الجنس أو الجنس المشترك في عملية تهجين طبيعية أو صناعية، مما يؤدي إلى نبات يحمل خصائص موروثة من كلا النوعين.